# HXMM01
HXMM01, formalmente 1HERMES S250 J022016.5−060143, è una galassia starburst situata nella parte nord-occidentale della costellazione della Balena.
Scoperta nel 2013 da un team dell'Università della California, Irvine, HXMM01 si sta ancora formando dalle sue due galassie madri come parte del "più brillante e luminoso processo di fusione di galassie submillimetriche estremamente ricche di gas che si conosca". Quando la fusione sarà completa, HXMM01 si evolverà rapidamente per diventare una gigantesca galassia ellittica con una massa circa quattro volte quella della Via Lattea.
A partire dal 2013, si è osservato che HXMM01 forma circa 2000 stelle ogni anno, con un'efficienza dieci volte maggiore di quella delle galassie tipiche  e molto più della Via Lattea, pari a 0,68–1,45 M⊙ all'anno.

## Storia delle osservazioni
L'equipe californiana di Irvine, guidata dal professor Asantha Cooray, è stata la prima a rilevare e caratterizzare HXMM01 con i dati provenienti dallo strumento HerMES del telescopio spaziale Herschel. Inizialmente notata come una "brillante, sbalorditiva chiazza" situata in una regione altrimenti fredda del cosmo, la galassia si rivelò essere una galassia submillimetrica estremamente luminosa (SMG) in seguito ad una vasta serie di osservazioni lungo tutto lo spettro elettromagnetico. Le analisi dei dati, pubblicate nel maggio 2013, hanno rivelato che la galassia è una coppia che si sta fondendo con una massa almeno dieci volte quella della Via Lattea.

## Caratteristiche
Dotata di massa di almeno 10 volte quella della nostra galassia, HXMM01 ha uno spostamento verso il rosso di 2,307 (corrispondente a una distanza di circa 11 miliardi di anni luce in base al modello di cosmologia Λ-CDM) e ha varie caratteristiche fisiche che non sono tipiche delle SMG.
Ad esempio, la temperatura della polvere della galassia è relativamente alta, 55 K, il 36% in più rispetto alla media di 35 K per le galassie che formano stelle con simili spostamenti verso il rosso.
Come risultato di questa temperatura decisamente elevata, la formazione stellare in HXMM01 è estremamente efficiente e fa sì che la galassia abbia una luminosità negli infrarossi relativamente alta di 3,2×1013 L⊙.
HXMM01 ha un tasso estremamente elevato di formazione stellare pari circa 2000 M⊙, un tasso che indurrà la nascente galassia a consumare quasi tutto il suo contenuto di gas e polveri in 200 milioni di anni. L'osservazione ha profonde implicazioni per la nostra concezione della formazione di galassie ellittiche giganti; sebbene il processo di formazione delle ellittiche nane fosse già stato determinato attraverso analisi della densità dei gas presenti nelle galassie di massa inferiore, la formazione di galassie ellittiche giganti aveva eluso l'analisi fino alla scoperta di HXMM01.
Analizzando il rapido tasso di formazione stellare di HXMM01, il team di scoperta è stato in grado di dedurre che galassie ellittiche giganti sarebbero in grado di formarsi nell'Universo con uno spostamento verso il rosso di circa 1,5, corrispondente a una distanza (e quindi all'età galattica osservata) di circa 4 miliardi di anni. 

### Annotazioni
1. ↑  Posizione dedotta da ascensione retta e declinazione ricavate dalla galassia usando il programma Fourmilab con il Virtual Telescope.
2. ↑  Le galassie tipiche sono quelle di massa e fase di evoluzione simili a HXMM01, non quelle considerate "tipiche" nell'Universo nel suo insieme o rispetto alla Via Lattea.
3. ↑  Computed based on:  E. L. Wright, A Cosmology Calculator for the World Wide Web, in Publications of the Astronomical Society of the Pacific, vol. 118, n. 850, 2006,  pp. 1711-1715, Bibcode:2006PASP..118.1711W, DOI:10.1086/510102, arXiv:astro-ph/0609593.